# Anne Woodward

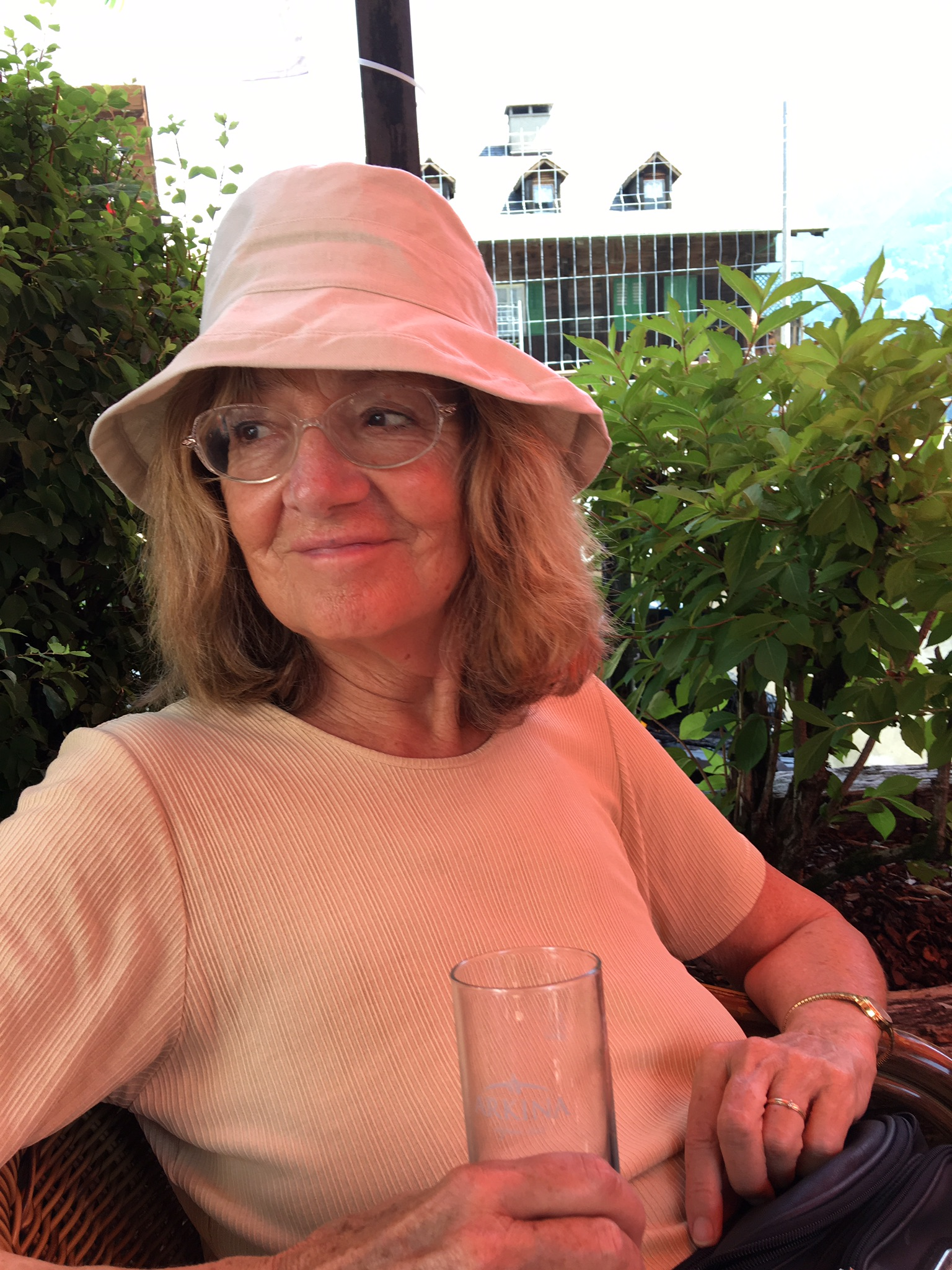

Anne Woodward, geboortenaam Anne Mathilde van Lom en artiestennaam Anne Haenen (Amsterdam, 8 juni 1944) is een Nederlands sopraan en filosofe.
Haar artiestennaam Anne Haenen voert terug op haar eerste huwelijk met de bas Tom Haenen. Ze trouwde later met operazanger Jan Blinkhof, met wie ze samen in de wereldpremière van opera Dorian Gray van Hans Kox zong (30 maart 1974). Later trouwde ze met componist Kerry Woodward en droeg bij aan de opvoeding van jazz-zangeres Lucy Woodward.
Ze kreeg haar opleiding van Corry Bijster aan het Conservatorium van Amsterdam, waar zij in 1971 haar cum laude haar solistendiploma haalde. Al daarvoor stond ze op de planken, zoals in 1968 in het Anne Frankhuis. Ze nam vervolgens les bij Vera Rosza in Londen. In haar zangcarrière besteedde zij veel aandacht aan klassieke muziek uit de 20e eeuw. Zo zong ze muziek van Luciano Berio en John Cage, zij zong diens Solo I in een balletvoorstelling met choreografie van Hans van Manen. Er volgden tal van operarollen. Haar succesrol destijds was in La Voix humaine (een dramatische monoloog) van Francis Poulenc in een productie van Opera Studio. Dit werk zong ze ook in de Carnegie Hall in New York. In de Verenigde Staten zong ze ook met het Boston Symphony Orchestra onder leiding van Colin Davis in Persephone van Igor Stravinsky. Eenmaal terug in Nederland zong ze in Pelléas et Mélisande van Claude Debussy.
Vanaf 1979 was zij als docent aan het Conservatorium Enschede. Onder haar leerlingen bevonden zich Claudia Patacca, Sinan Vural, Almuth Herbst en Martine Salomons. Zij probeerde rond die tijd haar acteertalenten meer te ontplooien tijdens optredens in de musical De Club, een rol die ze had overgenomen van Annet Nieuwenhuyzen.
Beelden van haar zijn terug te vinden in de televisiefilm Muziektheater: Dada (1979) en de documentaire Eigentijds (1973). Haar stem is terug te vinden op een beperkt aantal opnamen. Simeon ten Holt schreef ..a/.ta-lon speciaal voor haar en het Asko Ensemble.
Na haar zang- en docentencarrière wendde zij zich in 1999 richting filosofie , behaalde haar doctoraal cum laude en werkte ze mee aan het boek The art of Nietzsche (2014) over Friedrich Nietzsche, waarvoor onder meer beeldend kunstenaar Martin Sjardijn, Anne Borsboom en Piet Steenbakkers bijdragen leverden.
- International Standard Name Identifier: 0000 0003 9841 5302
- Nederlandse Thesaurus van Auteursnamen: 339180749
- Virtual International Authority File: 255322467
- WorldCat: E39PBJjHjmjgFXKFyx3yPG89jC